# Sangere
 For alternative betydninger, se Sanger (flertydig). (Se også artikler, som begynder med Sanger)
Sangere er indenfor fuglene navnet på en stor gruppe af mindre fugle, der for de flestes vedkommende er udbredt i den gamle verden. De har et spinkelt næb og lever næsten udelukkende af insekter. Fjerdragtens farver er som regel afdæmpede med grå, brune og gule nuancer. Sangerne er især knyttet til krat og skov. Mange arter ligner hinanden meget og adskilles bedst på deres sang.
De blev tidligere opfattet taksonomisk som en enkelt familie (Sylviidae) med flere hundrede arter, heraf 40 europæiske og 11 danske. Studier af fuglenes DNA har siden 1980'erne ført til en forståelse af, at sangerne i virkeligheden ikke alle er nært beslægtede med hinanden, men tilhører vidt forskellige familier. Mange nye fuglefamilier er derfor oprettet, men der er stadig stor tvivl om mange arters indbyrdes slægtskab.

## Danske sangere
I Danmark findes 11 sangere som almindelige ynglefugle. De er alle trækfugle, der overvintrer i Afrika.
- Sivsanger, Acrocephalus schoenobaenus
- Kærsanger, Acrocephalus palustris
- Rørsanger, Acrocephalus scirpaceus
- Gulbug, Hippolais icterina
- Gærdesanger, Sylvia curruca
- Tornsanger, Sylvia communis
- Havesanger, Sylvia borin
- Munk, Sylvia atricapilla
- Skovsanger, Phylloscopus sibilatrix
- Gransanger, Phylloscopus collybita
- Løvsanger, Phylloscopus trochilus

Desuden forekommer tre sjældnere ynglefugle: græshoppesanger (Locustella naevia), savisanger (Locustella luscinioides) og drosselrørsanger (Acrocephalus arundinaceus). Høgesanger (Sylvia nisoria) var tidligere en fast dansk ynglefugl. Omkring 25 andre sangere træffes tilfældigt i landet, hvoraf de fleste er iagttaget mindre end 50 gange indenfor de sidste 100 år.

## Ny taksonomi
Sangerne blev tidligere opfattet som en enkelt familie, kaldet Sylviidae. De fleste sangere placeres nu i nye familier, der ofte endnu ikke har danske navne.
Sangerne inddeles nu i disse familier:
- Sylviidae
- Acrocephalidae
- Bernieridae
- Cettiidae
- Locustellidae
- Macrosphenidae
- Phylloscopidae
- Cisticolidae